# Monasterio de la Concepción Franciscana (Granada)
El monasterio de la Concepción de la ciudad española de Granada es un grupo arquitectónico que une monasterio e iglesia. Se encuentra en el barrio de los Axares, en el Bajo Albaicín, junto a la Carrera del Darro. Es uno de los conventos más antiguos de la capital granadina, construido tras la conquista de los Reyes Católicos entre 1523-1641 con algunas modificaciones posteriores en el siglo XIX.
El monasterio, que incluye la iglesia de la Concepción, fusiona el estilo gótico, mudéjar y barroco. El construcción fue promovida por Leonor Ramírez y Diego de Bresco en 1523, que se levantó sobre un grupo de casas moriscas conformando el esquema tradicional de la clausura granadina.

## Historia
El origen del monasterio se remonta al siglo XVI, cuando la granadina Leonor Ramírez decide donar a la iglesia de san Juan de Letrán en Roma un inmueble que poseía en calle Elvira. El Capítulo de San Juan de Letrán decidió destinar el donativo a "casa de religión donde se observase la regla de la tercera orden de penitencia de san Francisco de Asís" para ello, expidió el decreto del 27 de enero de 1518, ratificado por la bula papal de León X el 13 de marzo de 1518.
Leonor Ramírez volvió a Granada con Diego Bresco para fundar la Tercera Orden de San Francisco penitencial en Granada. La fundación tuvo mucho éxito y pronto el edificio de calle Elvira quedó insuficiente, así que en 1523 trasladaron la residencia al edificio actual.

## Arquitectura
Originalmente se entraba por la calle Portería de la Concepción, desde 1813 se entra por la plaza de la Concepción. En esta plaza se encuentran dos puertas de entradas: la puerta histórica ojival del siglo XVI; y un pórtico de mármol gris, realizado en 1641 decorado con una Inmaculada del estilo de Alonso de Mena.
La estructura interna es muy compleja, debido a que para su construcción se usaron una serie de casas moriscas que eran edificios musulmanes preexistentes. El monasterio se compone de varias casas comunicadas entre sí por distintos patios, siendo la iglesia el centro de todo el conjunto. En torno a los patios se encuentra el claustro principal, de tradición morisca, y la iglesia.

### Estilo arquitectónico
Este estilo consiste en la unión de la tipología de casa morisca y casa castellana, con nuevos elementos litúrgicos propios de los monasterios principalmente la iglesia que se convierte en el centro del conjunto.
Une el estilo mudéjar, el arco ojival de entrada y las techumbres de las habitaciones, estilo morisco, la estructura de los edificios internos, y estilo barroco.

## El Museo del Monasterio de la Concepción en Granada

### Colección de obras de arte
Actualmente compatibiliza la función de convento, iglesia y museo. La colección del monasterio es amplio y con obras de importante valor artístico:
- Virgen con el Niño o Virgen de la Antigua. Se llama de la Antigua debido a que fue la primera imagen que presidía la capilla del convento en el siglo XVI.
- San Juan Bautista atribuido a Torcuato Ruiz del Peral
- El Cristo de la Misericordia de Jacobo Florentino, según cuenta la tradición fue un regalo del Cabildo de san Juan de Letrán a Doña Leonor Ramírez para fundar la comunidad.
- María Santísima de la Concepción realizada en 1978 por Aurelio López Azaustre[3]
- Nuestro Padre Jesús del Amor y la Entrega realizada en 1983 por Miguel Zúñiga Navarro

### La Inmaculada Concepción en el Monasterio de la Concepción
En cualquier caso es innegable que la temática del museo está centrada en la Inmaculada Concepción de María. Estas obras se convierten en documentos plásticos de la defensa de la concepción de María sin mácula a la que la fundación franciscana se consagra y el fervor de religiosidad granadina a la defensa de la concepción de María, especialmente tras el hallazgo de los libros plúmbleos en el Sacromonte durante el siglo XVI. Sobre este tema mariano:
"Si bien en otros monasterios femeninos granadinos se pueden encontrar representaciones de este misterio mariano de notable valía artística, ninguna otra clausura ha conservado, entre su centenario legado patrimonial, tantas imágenes y variedades tipológicos de la Inmaculada como esta situada en las faldas del Albayzín"
Obras principales de la Inmaculada Concepción este museo
- Inmaculada Coronada de Alonso de Mena[1] que se encuentra en la puerta de acceso al monasterio.
- “La Abadesa” Inmaculada Concepción de Pedro de Mena[1] que se encuentra en el coro alto
- La Inmaculada Concepción que es titular del monasterio y está atribuida a Pablo de Rojas “donde bien se lució Rojas”[5]
- Inmaculada de Ambrosio Martínez Bustos[1]
- Pintura de Inmaculada Concepción atribuido a Alonso Cano[1] (p.55)

### Colección de Barros
La colección de barros que tiene el monasterio es destacable. Es una tipología artística que debido a la delicadeza del material no se suele conservar pero, en este caso, están perfectamente conservados.
Estas obras están realizadas por un artista anónimo entre los siglos XVIII-XIX. El material es barro cocido y policromado al huevo con colores intensos. Tienen un tamaño pequeño 12-20 centímetros aproximadamente y son exentas.
Hay dos conjuntos principales en los que se representan distintas escenas: el ciclo de la Vida de la Virgen y el conjunto de los Barros de los Sacramentos. El ciclo de la Vida de la Virgen son 8 escenas con más de 30 figuras. Por su parte, los “Barros de los Sacramentos” formado por 7 escenas de los sacramentos y 1 escena principal con una Inmaculada Concepción que imita la escultura de Alonso Cano. Asombra como a pesar del pequeño tamaño, el nivel de detalle es muy destacable. Las figuras principales como la Virgen María o San José, repiten los mismos rasgos en todas las escenas.

## Hermandad de Penitencia de Nuestro Padre Jesús del Amor y la Entrega y María Santísima de la Concepción

### Fundación

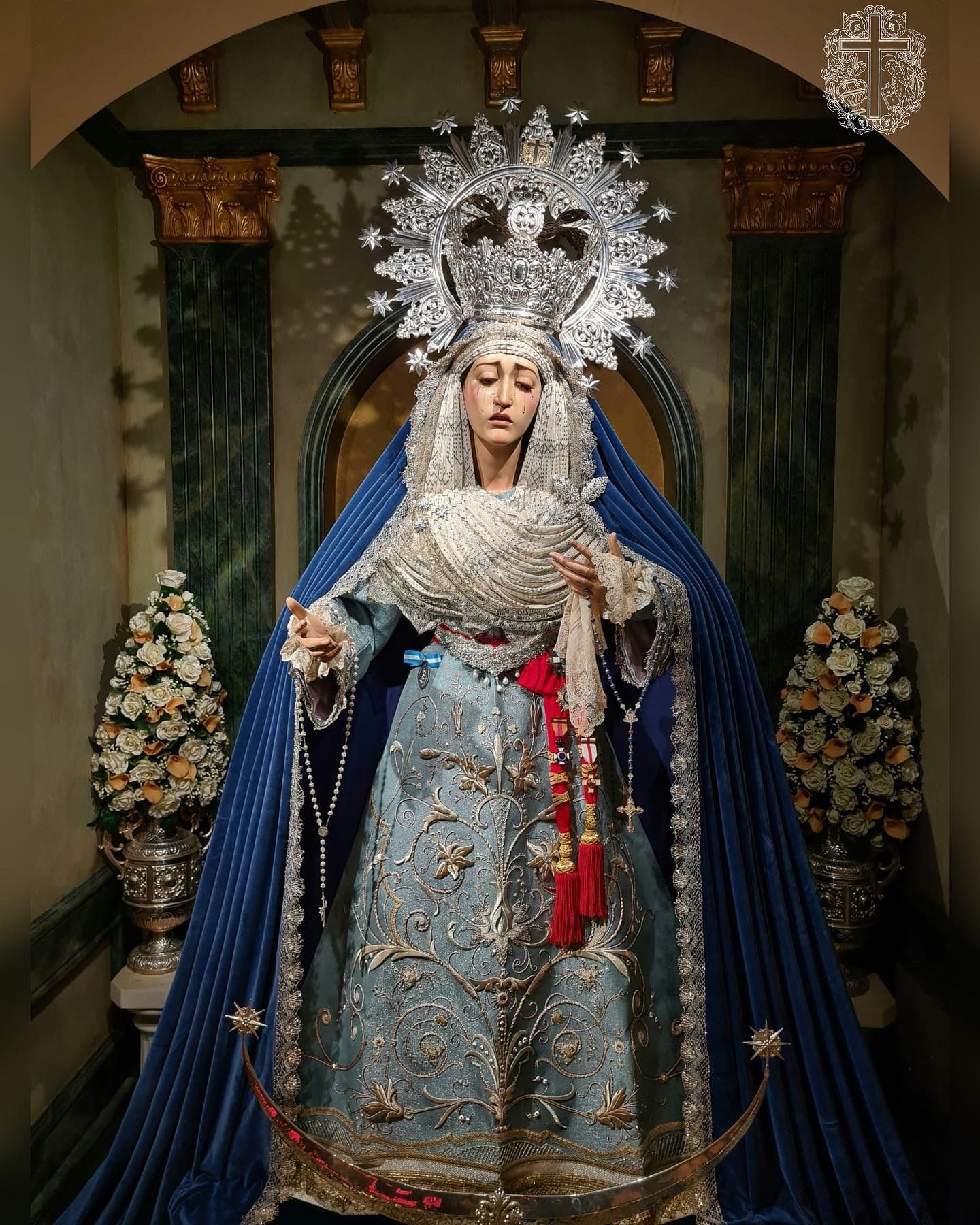
María Santísima de la Concepción "La Concha"

La Fundación de la Hermandad de Penitencia de Nuestro Padre Jesús del Amor y la Entrega y María Santísima de la Concepción tuvo lugar el 3 de abril de 1977, en la Iglesia del Monasterio de la Concepción de la Parroquia de San Pedro y San Pablo. El sentido de la corporación es la de integrarse en la Semana Santa granadina, fomentar actividades religiosas, formar hermanos y asistir a los más necesitados.

Bajo el lema “Sin pecado concebida”, siendo las bases y fundamentos del espíritu de la Hermandad:

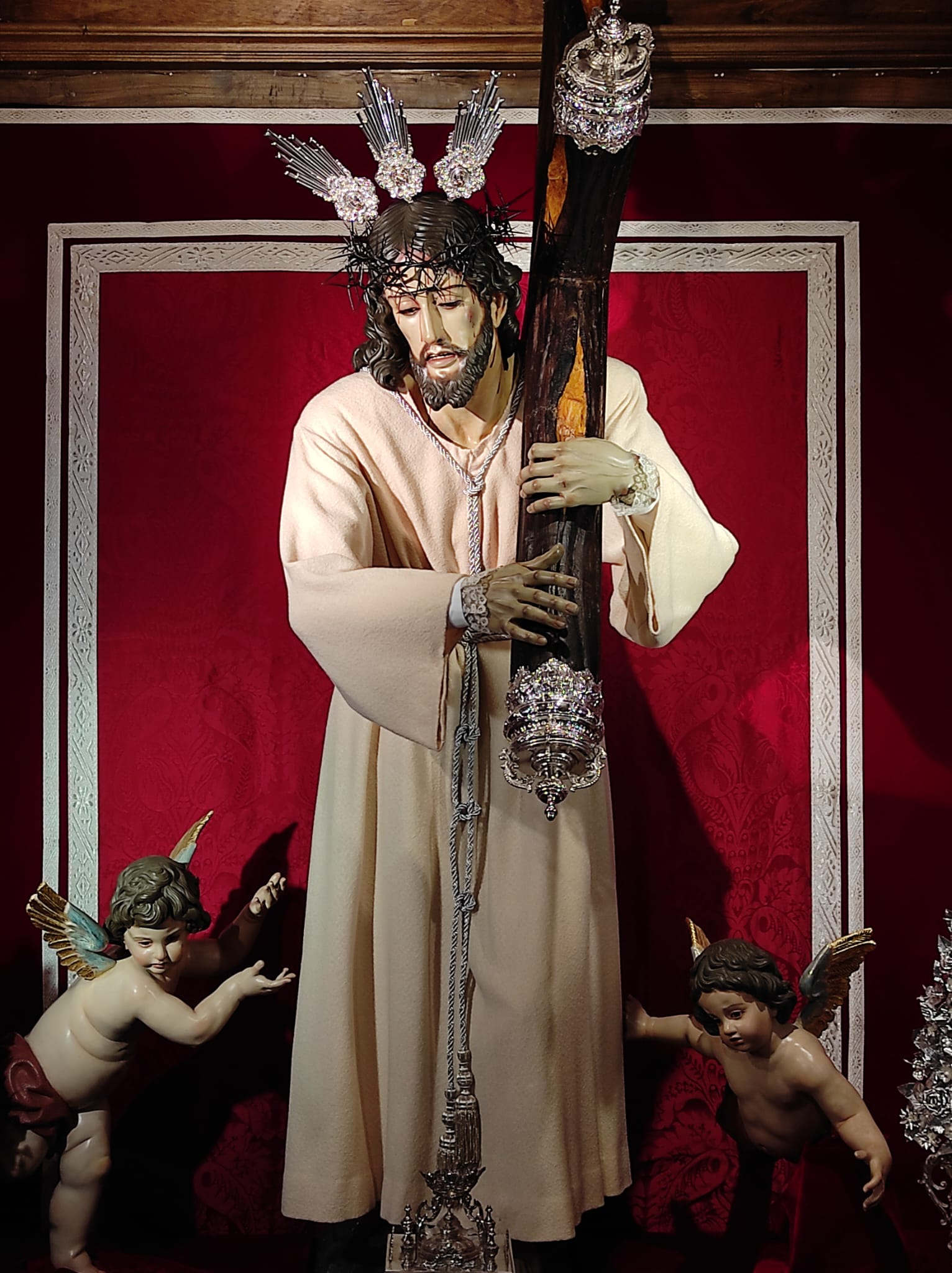
Nuestro Padre Jesús del Amor y la Entrega

“Fomentar una devoción universal, obligándose la misma a defender la piadosa creencia de que la Santísima Virgen, asociada por su Divino Hijo a la obra redentora del linaje humano, ha sido constituida como mediadora entre Cristo y los hombres y es dispensadora de sus Gracias. Por ello, se trabajará sin descanso por fomentar y asentar la definición dogmática de esta Mediación Universal de Nuestra Señora”.
Actualmente tiene dos imágenes forma parte Nuestro Padre Jesús del Amor y la Entrega y María Santísima de la Concepción de la Real Federación de Hermandades Cofradías de Semana Santa de la ciudad de Granada. Las imágenes salen el Jueves Santo desde el convento de la Concepción.

### Nuestro Padre Jesús del Amor y la Entrega
La escultura de Nuestro Padre Jesús del Amor y la Entrega fue realizada por Miguel Zúñiga Navarro en 1983. La iconografía representa a Jesús cargando con la cruz (II Estación). La obra fue bendecida en la Iglesia Conventual de la Purísima Concepción de Granada bajo la advocación del Amor.

### María Santísima de la Concepción
La imagen de María Santísima de la Concepción conocida popularmente como “La Concha” se realizó por Aurelio López Azaustre en 1978. En la obra se representa a la Virgen Dolorosa bajo palio.

La talla fue bendecida en la Iglesia Conventual de la Purísima Concepción de Granada el 4 de marzo de 1978. Se encuentra bajo la advocación de Concepción, Inmaculada Concepción y Purísima Concepción.

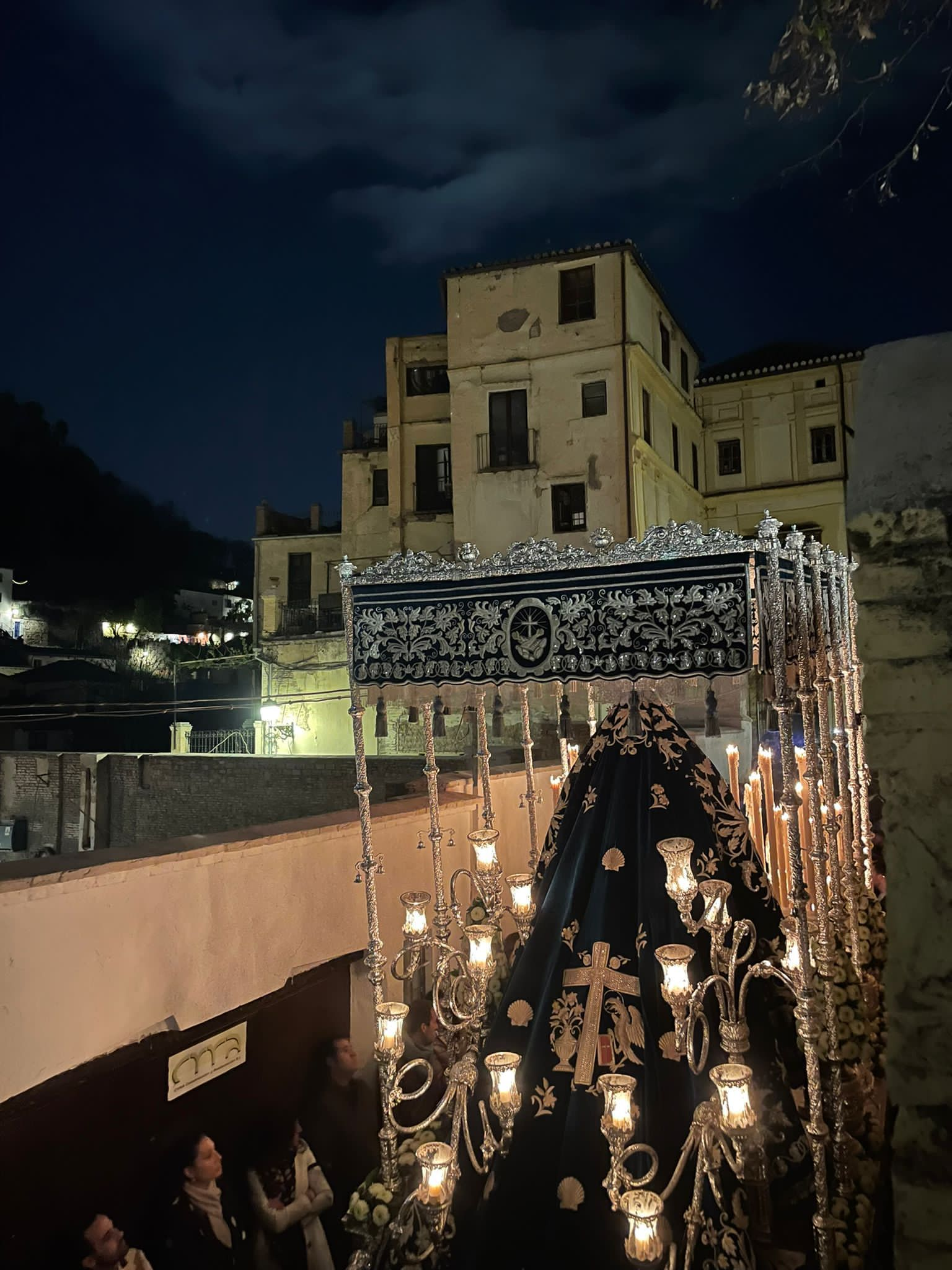
La Concha por el Albayzín el Jueves Santo